# اکامبای، اراضی مکزیکو
اکامبای، اراضی مکزیکو (به اسپانیایی: Acambay, State of Mexico) در مکزیک است که در state of mexico واقع شده‌است.

## خصوصیات
اکامبای ۴۹۲٫۱۳ کیلومترمربع مساحت و ۵۶٬۸۴۷ نفر جمعیت دارد و ۲٬۵۵۰ متر بالاتر از سطح دریا واقع شده‌است.